# Senki bolondja (film, 1994)
A Senki bolondja (eredeti cím: Nobody's Fool) 1994-ben bemutatott amerikai filmvígjáték-dráma, melyet Robert Benton írt és rendezett. A forgatókönyv alapjául Richard Russo egy évvel korábban kiadott Nobody's Fool című regénye szolgált. A főbb szerepekben Paul Newman, Jessica Tandy és Melanie Griffith látható. Ez volt Tandy utolsó filmje 1994. szeptember 11-én bekövetkezett halála előtt.
Az Amerikai Egyesült Államokban elsőként 1994. december 23-án mutatták be korlátozott számú moziban. A film pozitív kritikákat kapott, Newmant alakításáért Oscar- és Golden Globe-díjakra jelölték. Benton legjobb adaptált forgatókönyv kategóriában szintén versenybe szállt az arany szobrocskáért.

## Cselekmény
Donald „Sully” Sullivan idősödő, makacs naplopó, New York állam északi részén él egy békés, hófödte településen. Alkalmi munkákból tartja el magát, általában nehéz felfogású barátja, Rub társaságában. Hadilábon áll egy Carl Roebuck nevű helyi vállalkozóval, akit igyekszik minden lehetséges alkalommal beperelni kifizetetlen munkabére és állítólagos munkahelyi sérülései miatt. Féllábú ügyvédje, a jogi pályára teljesen alkalmatlan Wirf minden pert elveszít. Sully bosszúból nyíltan flörtöl Roebuck erre igencsak kapható feleségével, Tobyval. A férfi szabadidejét iszogatással és kártyával tölti, pénzét pedig lóversenyen veri el.
Megszokott élete váratlanul felborul, amikor válófélben lévő, elhidegült fia, a munkanélküli professzor Peter meglátogatja őt. Sully nem csupán vele igyekszik rendezni viharos kapcsolatát, de megismerkedik Will nevű unokájával is, akihez egyre inkább kötődni kezd.

## Szereplők
| Szerep                  | Színész                  | Magyar hang     |
| ----------------------- | ------------------------ | --------------- |
| Donald „Sully” Sullivan | Paul Newman              | Mécs Károly     |
| Beryl Peoples           | Jessica Tandy            | Kassai Ilona    |
| Carl Roebuck            | Bruce Willis             | Dörner György   |
| Toby Roebuck            | Melanie Griffith         | Vándor Éva      |
| Peter Sullivan          | Dylan Walsh              | Rékasi Károly   |
| „Rub” Squeers           | Pruitt Taylor Vince      | Csuja Imre      |
| „Wirf” Wirfley          | Gene Saks                | Horkai János    |
| Clive Peoples Jr.       | Josef Sommer             | Szokolay Ottó   |
| Raymer rendőrtiszt      | Philip Seymour Hoffman   | Hankó Attila    |
| Ruby                    | Angelica Torn            | Kiss Eszter     |
| Jocko                   | Jay Patterson            | Rosta Sándor    |
| Flatt bíró              | Philip Bosco             | Pataky Imre     |
| Charlotte Sullivan      | Catherine Dent           | Zsolnai Júlia   |
| „Birdy”                 | Margo Martindale         | Némedi Mari     |
| Didi                    | Shannah Laumeister Stern |                 |
| Will                    | Alexander Goodwin        | Szvetlov Balázs |

## Fogadtatás

### Bevételi adatok
A filmet 1994. december 23-án mindössze hat észak-amerikai moziban tűzték műsorra. A bemutató hétvégéjén 92 838 dollár bevételt termelt. 1995. január 13-ától szélesebb nézőközönség előtt is bemutatkozott, összbevétele az Amerikai Egyesült Államokban és Kanadában 39 491 975 dollár lett.

### Kritikai visszhang
A film kedvező kritikai fogadtatásban részesült. A Rotten Tomatoes 57 kritikus véleménye alapján 91%-ra értékelte. A weboldal szöveges összefoglalója szerint „A Senki bolondja Robert Benton biztos kézzel rendezett filmje, amelyben kiváló színészi alakításokat láthatunk egy lenyűgöző szereplőgárdától. Mindenekelőtt azonban Paul Newman egyik legjobb, késői korszakából származó alakítását mutatja be.”

### Fontosabb díjak és jelölések
| Díj                                  | Kategória                            | Jelölt        | Eredmény | Ref.  |
| ------------------------------------ | ------------------------------------ | ------------- | -------- | ----- |
| Oscar-díj                            | legjobb férfi főszereplő             | Paul Newman   | Jelölve  | [ 5 ] |
| Oscar-díj                            | legjobb adaptált forgatókönyv        | Robert Benton | Jelölve  | [ 5 ] |
| 45. Berlini Nemzetközi Filmfesztivál | Arany Medve                          | Robert Benton | Jelölve  |       |
| 45. Berlini Nemzetközi Filmfesztivál | Ezüst Medve díj a legjobb színésznek | Paul Newman   | Elnyerte |       |
| Golden Globe-díj                     | legjobb férfi főszereplő (filmdráma) | Paul Newman   | Jelölve  | [ 6 ] |
| Screen Actors Guild-díj              | legjobb férfi főszereplő (mozifilm)  | Paul Newman   | Jelölve  | [ 7 ] |

## Fordítás
- Ez a szócikk részben vagy egészben  a   Nobody's Fool (1994 film) című angol Wikipédia-szócikk ezen változatának fordításán alapul.  Az eredeti cikk szerkesztőit annak laptörténete sorolja fel. Ez a jelzés csupán a megfogalmazás eredetét és a szerzői jogokat jelzi, nem szolgál a cikkben szereplő információk forrásmegjelöléseként.